# Vladimir Sabodan
Volodîmîr (Vladimir) Sabodan (pe numele de mirean Viktor Markianovici Sabodan; n. 23 noiembrie 1935, Proskuriv, RSS Ucraineană, URSS – d. 5 iulie 2014, Kiev, Ucraina) a fost Întâistătătorul Bisericii Ortodoxe Ucrainene (Patriarhia Moscovei) din 1992 până la moartea sa în 2014, cu titlul de Înaltpreasfințitul părinte Vladimir, mitropolitul Kievului și a întregii Ucraine.

## Legături externe
- Metropolitan Volodymyr
- Died Metropolitan Volodymyr. Ukrayinska Pravda. 5 iulie 2014

1. ↑   https://www.la-croix.com/Religion/Actualite/La-mort-du-metropolite-Volodymir-ouvre-une-difficile-succession-a-la-tete-de-l-Eglise-d-Ukraine-2014-07-06-1175239 Lipsește sau este vid: |title= (ajutor)